# Pavel Petrovič Čisťakov
Pavel Petrovič Čisťakov (Павел Петрович Чистяков; 5. července 1832, Prudy - 11. listopadu 1919 Petrohrad) byl ruský malíř a učitel umění; známé jsou jeho historické a žánrové scény a portréty.

## Život
Čisťakovův otec byl osvobozený nevolník, který pracoval jako správce statku. Navzdory finanční zátěži dohlížel na to, aby jeho syn měl řádné vzdělání; nejprve na farní škole v Krasném Cholmu, poté na střední škole v Bežecku.
V roce 1849 Čisťakov nastoupil na Carskou akademii umění, kde studoval u Petra Basina a Maxima Vorobjeva. Od roku 1854 do roku 1858 získal dvě stříbrné medaile a jednu zlatou za obraz Hermogena ve vězení. V roce 1861 promoval a získal další zlatou medailí (za obraz Sofie Litevské na svatbě jejího syna Vasilije II.) a právo na stipendium pro studium v zahraničí.
V roce 1862 Čisťakov zamířil do Německa, po němž následovaly dlouhé pobyty v Paříži a Římě. Po návratu v roce 1870 mu byl za několik prací, které poslal domů, udělen titul akademického umělce.
Po návratu se Čisťakov věnoval především pedagogické činnosti a vyvinul vlastní metody výuky, které spojovaly přímé pozorování s vědeckým studiem. Vystavoval jen zřídka. Jeho obrazy byly většinou historické povahy a pokoušel se na nich zobrazit psychologickou hloubku spíše než jen představovat události. K Čisťakovovým žákům patřili Viktor Borisov-Musatov, Fjodor Buchholz, Dmitrij Kardovskij, Kosta Chetagurov, Nikolaj Kuzněcov, Jehuda Pen, Vasilij Dmitrijevič Polenov a jeho sestra Jelena Polenova, Ilja Repin, Andrej Rjabuškin, Nikolaj Samokiš, Ivan Selezňov, Valentin Alexandrovič Serov, Kazimierz Stabrowski, Vasilij Ivanovič Surikov, Viktor Michajlovič Vasněcov, Michail Vrubel a další známí umělci.
V roce 1872 se Čisťakov stal docentem na Carské akademii umění a po reorganizaci roku 1892 se stal i členem akademické rady. Od roku 1890 do roku 1912 působil jako vedoucí katedry mozaiky a vedl tvorbu několika mozaik, zejména v katedrále Krista Spasitele a katedrále svatého Izáka. Jeho manželka Věra, dcera malíře Jegora Mejera, byla také známou umělkyní. Ulice, kde Čisťakov žil, byla později pojmenována na jeho počest a v roce 1987 se jeho dům v Puškinu (předměstí Petrohradu) stal muzeem.

## Vybrané obrazy

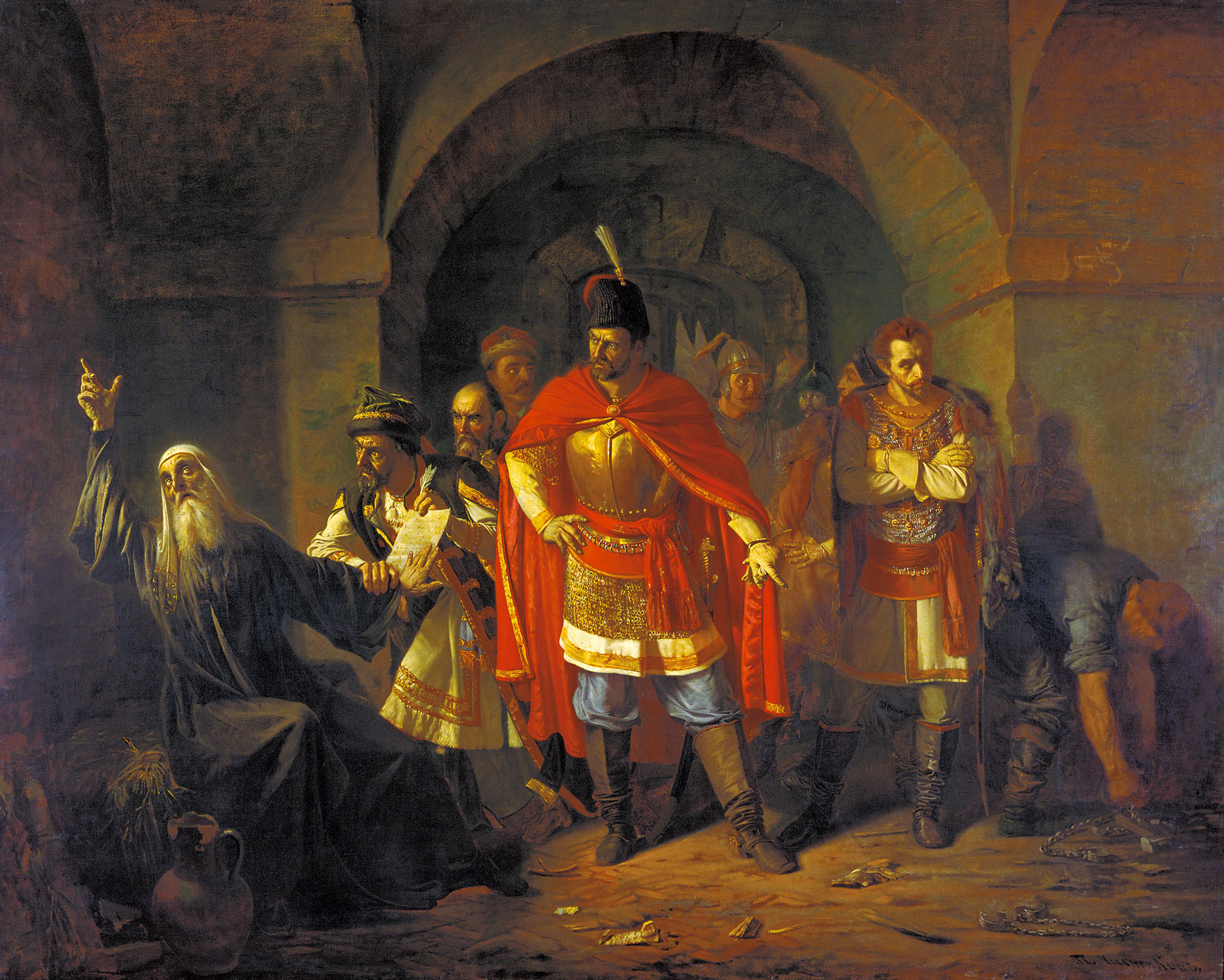
Patriarcha Hermogen odmítá požehnat Polákům (1860)
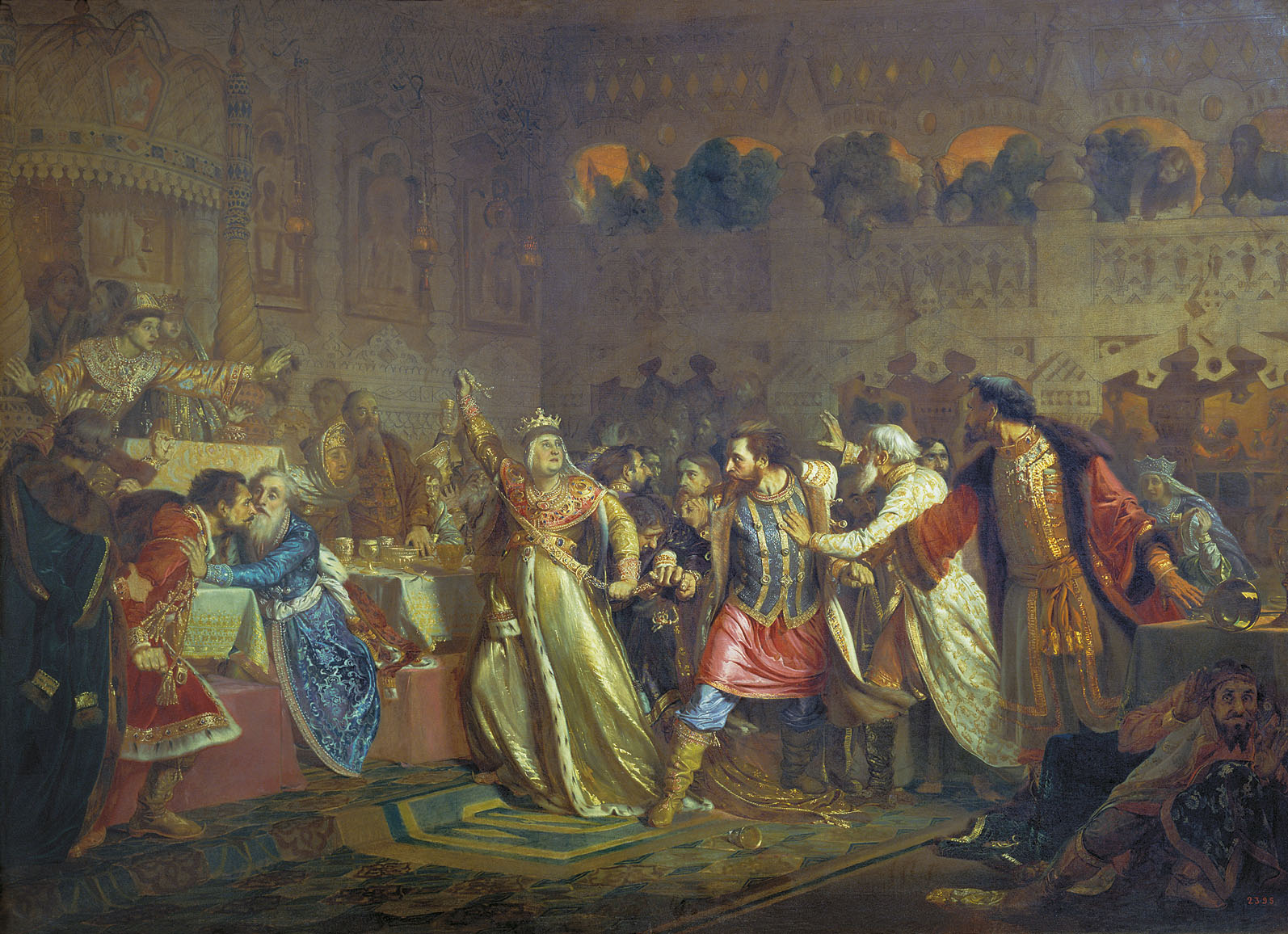
Sofia Litevská chytá zlatý pás Vasila Kosoje (1861)
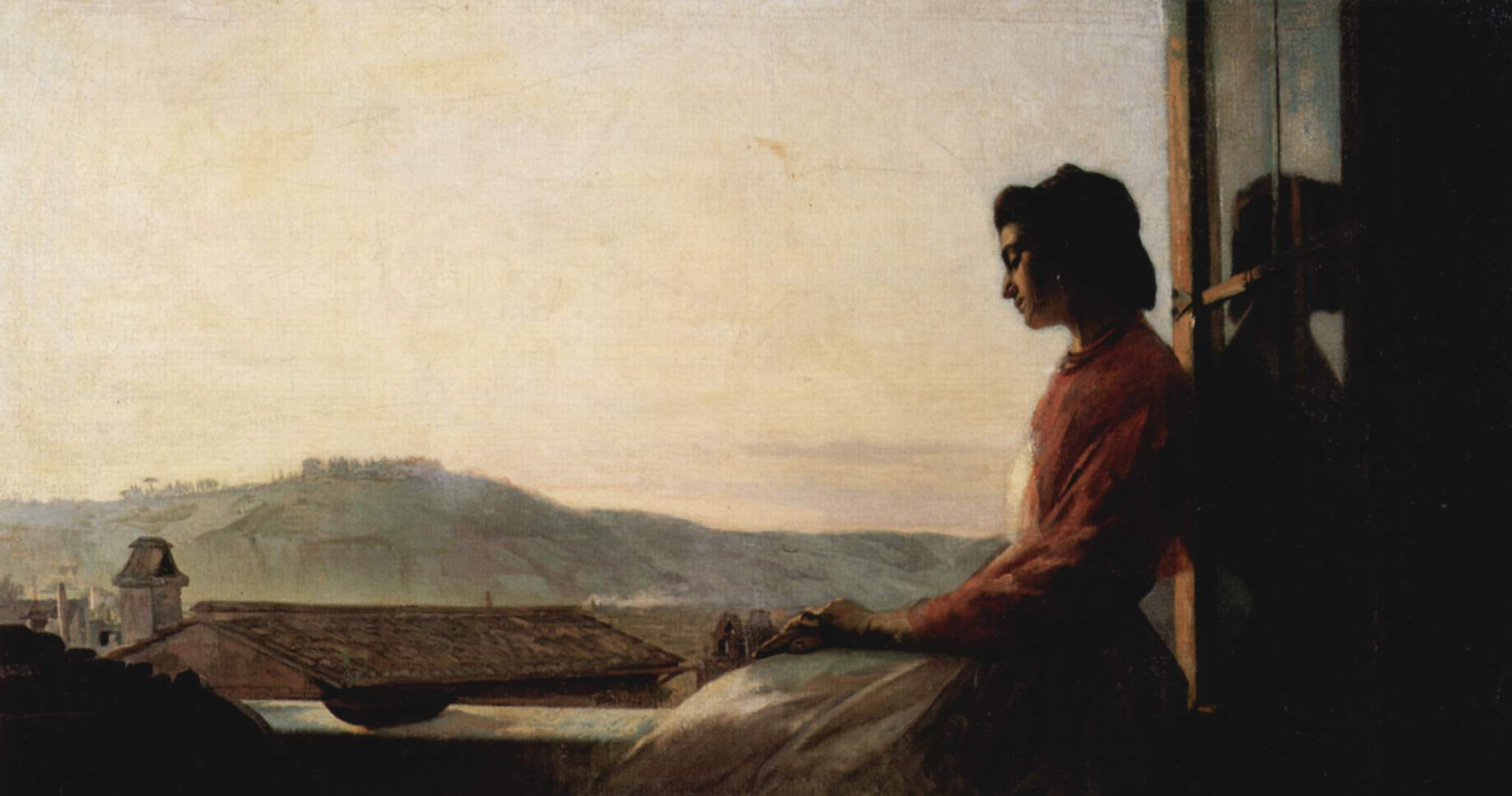
Giovannina na parapetu (1864)
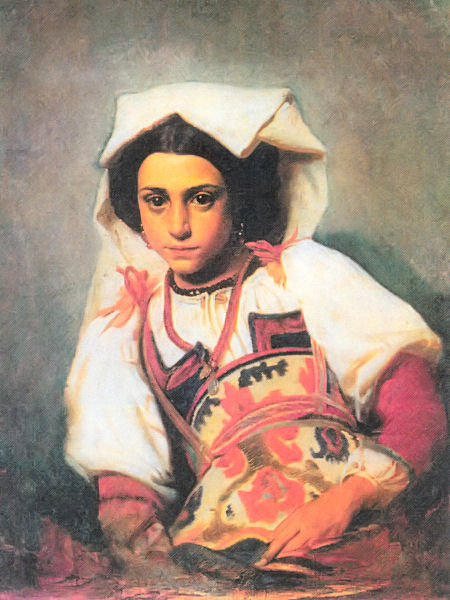
Giovannina
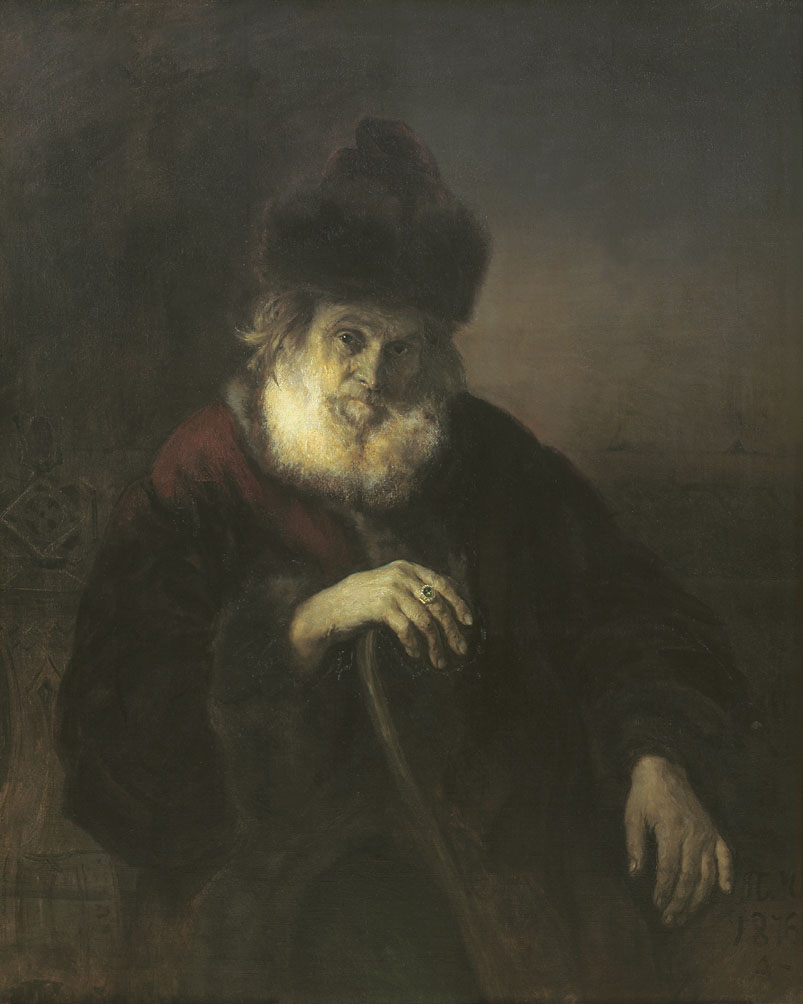
Bojar (1876)